# Ancarolol
Ancarolol es un betabloqueador.